# Mezon B
Mezon B  [mezón ~] (oznaka {\displaystyle B\,}) je mezon, ki ga sestavlja kvark b in eden izmed kvarkov u (v mezonu {\displaystyle B^{+}\,}) ali d (v mezonu {\displaystyle B^{0}\,}) ali s (v mezonu {\displaystyle B_{s}^{0}\,}) ali c (v mezonu {\displaystyle B_{c}^{+}\,}). Predvidevajo, da je kombinacija kvarka t in njegovega antikvarka nemogoča, ker ima kvark t prekratko življenjsko dobo. Kombinacija kvarka b in njegovega antikvarka se imenuje botomonij.
Pri anihilaciji elektrona in pozitrona dobimo mezone {\displaystyle B^{0}\,} in 
antimezone {\displaystyle {\bar {B}}^{0}\,}. Mezona ne razpadeta takoj. Standardni model predvideva, da nevtralni B mezon zaniha med oblikama običajne snovi in antisnovjo preden razpade. Ta pojav je značilen samo za nevtralne delce, imenuje pa se barvno nihanje. V njem pride do kršitve simetrije CP.
V letu 2006 so v Fermilabu odkrili takšna nihanja tudi pri mezonu {\displaystyle {\bar {B}}_{s}^{0}\,} , 
katerega obstoj so pred tem samo teoretično predvidevali. V letu 2010 so ugotovili, da pri nihanjih mezoni 1% pogosteje razpadejo v običajno snov kot pa v antimaterijo. To odkritje bi lahko pojasnilo pogostejšo prisotnost običajne snovi v vidnem vesolju v primerjavi z antimaterijo .
Vsak mezon B ima tudi svoj antidelec.

## Pregled mezonov B
| delec               | oznaka                      | antidelec                            | kvarki (delec/antidelec)                  | naboj | izospin (I) | spin in parnost (JP) | mirovna masa (MeV/c2) | S  | C  | B' | srednji življenjski čas (s) | običajni razpad         |
| ------------------- | --------------------------- | ------------------------------------ | ----------------------------------------- | ----- | ----------- | -------------------- | --------------------- | -- | -- | -- | --------------------------- | ----------------------- |
| mezon B             | {\displaystyle B^{+}\,}     | {\displaystyle B^{-}\,}              | {\displaystyle u{\bar {b}}/{\bar {u}}b\,} | +1    | 1/2         | 0−                   | 5279,15±0,31          | 0  | 0  | +1 | 1,638±0,011.10-12           | glej načine razpada B±  |
| mezon B             | {\displaystyle B^{0}\,}     | {\displaystyle {\bar {B}}^{0}\,}     | {\displaystyle db/{\bar {d}}b\,}          | 0     | 1/2         | 0−                   | 5279,53±0,33          | 0  | 0  | +1 | 1,530±0,009.10-12           | glej načine razpada B0  |
| mezon B s čudnostjo | {\displaystyle B_{s}^{0}\,} | {\displaystyle {\bar {B}}_{s}^{0}\,} | {\displaystyle s{\bar {b}}/{\bar {s}}b\,} | 0     | 0           | 0−                   | 5366,3±0,6            | −1 | 0  | +1 | 1,470+0,027 −0,026          | glej načine razpada B0s |
| mezon B s čarom     | {\displaystyle B_{c}^{+}\,} | {\displaystyle B_{c}^{-}\,}          | {\displaystyle c{\bar {b}}/{\bar {c}}b\,} | +1    | 0           | 0−                   | 6276±4                | 0  | +1 | +1 | 0,46 ±0,07.10-12            | glej načine razpada B±c |